# Жирє (Сежана)
Жирє (словен. Žirje) — поселення в общині Сежана, Регіон Обално-крашка, Словенія. Висота над рівнем моря: 383,8 м. Розташоване на північний схід від Повір.